# Straßen und Plätze in Ludwigshafen am Rhein/D

## Dackenheimer Straße
67067 Ludwigshafen-Gartenstadt
Dackenheim ist eine Ortsgemeinde im Landkreis Bad Dürkheim. In Zusammenarbeit mit der Mainzer Landesanstalt für Pflanzenbau und Pflanzenschutz wurden auf dem Gelände des Golfplatzes über 2000 Rebstöcke und Obstbäume gepflanzt. Dieser ao genannte Golfgarten – ist so gestaltet, dass die ersten 18 Löcher nach den sie umgebenden Rebsorten benannt sind.
Die Dackenheimer Straße ist wie die Deidesheimer Straße und der Diedesfelder Weg eine von zahlreichen Straßen im Westen der Gartenstadt, die nach Weinorten in der Pfalz benannt sind.

## Dalbergstraße
67071 Ludwigshafen-Oggersheim
Wolfgang Heribert von Dalberg war Intendant des Mannheimer Nationaltheaters. Bekannt ist er durch seinen Umgang mit Friedrich Schiller, dessen erste Dramen er in Mannheim aufführen ließ, wobei er besonders bei den Räubern auf erheblichen Veränderungen bestand.

## Damaschkestraße
67065 Ludwigshafen-Gartenstadt

Adolf Damaschke

Adolf Damaschke war Lehrer und ein Vorkämpfer der Bodenreformbewegung, die den Gartenstadt-Gedanken propagierten. Mit Hilfe von 76 Abgeordnete verschiedener politischer Parteien der Weimarer Nationalversammlung von 1919, den so genannten „Damaschkianern“ gelang es, folgenden Artikel in die Reichsverfassung einzubringen:
„Artikel 155. [Bodenverteilung und Nutzung] Die Verteilung und Nutzung des Bodens wird von Staats wegen in einer Weise überwacht, die Missbrauch verhütet und dem Ziele zustrebt, jedem Deutschen eine gesunde Wohnung und allen deutschen Familien, besonders den kinderreichen, eine ihren Bedürfnissen entsprechende Wohn- und Wirtschaftsheimstätte zu sichern...Grundbesitz, dessen Erwerb zur Befriedigung der Wohnbedürfnisse, zur Förderung der Siedlung und Urbarmachung oder zur Hebung der Landwirtschaft nötig ist, kann enteignet werden. Die Fideikommisse sind aufzulösen. Die Bearbeitung und Ausnutzung des Bodens ist eine Pflicht des Grundbesitzers gegenüber der Gemeinschaft. Die Wertsteigerung des Bodens, die ohne eine Arbeits- oder Kapitalaufwendung auf das Grundstück entsteht, ist für die Gesamtheit nutzbar zu machen. Alle Bodenschätze und alle wirtschaftlich nutzbaren Naturkräfte stehen unter der Aufsicht des Staates. Private Regale sind im Wege der Gesetzgebung auf den Staat zu überführen.“
Die Damaschkestraße beginnt im Osten nach der Unterführung unter die Bundesautobahn 650, zieht sich durch die Niederfeld-Siedlung und endet im Westen an der Kallstadter Straße, direkt am Maudacher Bruch.

## Dammstraße
67059 Ludwigshafen-Mitte

## Dammbruchstraße
67069 Ludwigshafen-Oppau
Oppau wurde in der Neujahrsnacht 1882/1883 durch einen Dammbruch fast völlig zerstört. Dabei wurde der Ort großflächig überschwemmt.
Die Dammbruchstraße verbindet Kurt-Schumacher-Straße und Edigheimer Straße.

## Dankwartweg
67069 Ludwigshafen
Dankwart war ein burgundischer Ritter und der Bruder des Hagen von Tronje im Nibelungenlied. Er führte die 9000 Knappen der Burgunder zur Burg des Hunnen-Königs Etzel.

## Dannstadter Weg
67067 Ludwigshafen
Dannstadt-Schauernheim ist eine Ortsgemeinde und zugleich Sitz der gleichnamigen Verbandsgemeinde im Rhein-Pfalz-Kreis.

## Danziger Platz
67059 Ludwigshafen-Mitte

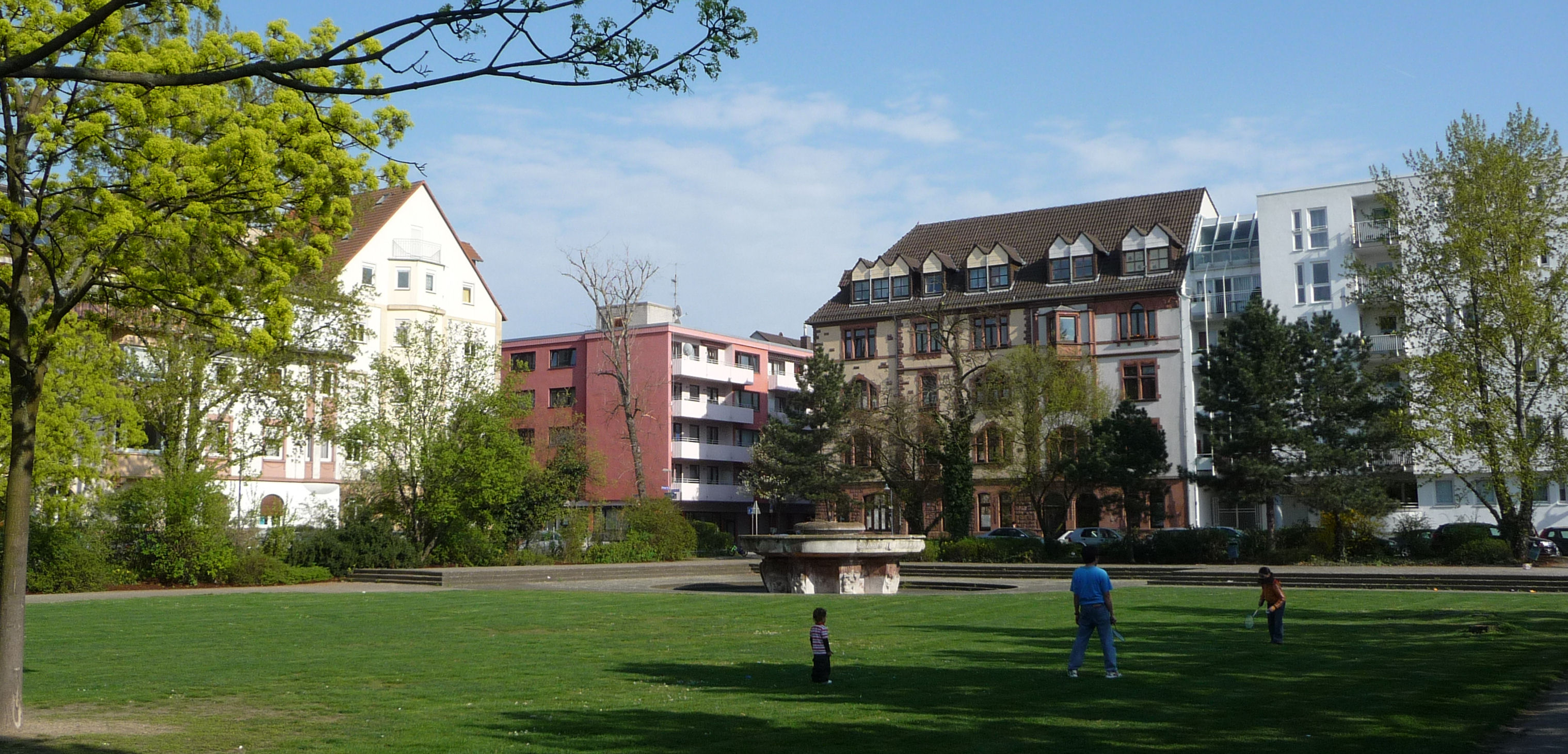
Danziger Platz mit Brunnen

Danzig (polnisch Gdańsk) ist eine Hafenstadt und ehemalige Hansestadt in Polen. Die ehemalige U-Bahn-Station wurde aus Kostengründen stillgelegt.
Der polygonale Danziger Platz in der Stadtmitte wurde auf einem ehemaligen Fabrikgelände angelegt und im Jahr 1939 nach der Stadt Danzig benannt. Im Zusammenhang mit der Neuanlage des Danziger Platzes wurde im Jahr 1940 ein Monumentalbrunnen „zur Erinnerung an die Befreiung der Ostprovinzen“ und deren Eingliederung in das Deutsche Reich errichtet. Die große runde Sandsteinschale trägt die Wappenreliefs von Danzig und den westpreußischen Städten.

## Defreggerstraße
67061 Ludwigshafen-Süd
Franz Defregger war ein österreichischer Genre- und Historienmaler. Er war auch Großvater des Münchner Weihbischofs Matthias Defregger.
Die Defreggerstraße verläuft auf der Parkinsel vom Schwanthaler Platz zur Parkstraße.

## Deidesheimer Straße
67067 Ludwigshafen-Gartenstadt
Deidesheim ist eine Kleinstadt im Landkreis Bad Dürkheim, deren wichtigsten Wirtschaftszweige Tourismus und Weinbau sind. Deidesheims größte Volksfeste drehen sich beide um den Wein: Die Geißbockversteigerung und die Deidesheimer Weinkerwe.
Die Deidesheimer Straße ist wie die Dackenheimer Straße  und der Diedesfelder Weg eine von zahlreichen Straßen im Westen der Gartenstadt, die nach Weinorten in der Pfalz benannt sind.

## Denisstraße
67063 Ludwigshafen-Hemshof
Paul Camille von Denis war Ingenieur, Eisenbahnpionier und Teilnehmer des Hambacher Fests.

## Dessauer Straße
67063 Ludwigshafen-Hemshof
Die Partnerstadt Dessau in Sachsen-Anhalt ist seit 2007 Teil der neuen kreisfreien Stadt Dessau-Roßlau.

## Dhauner Straße
67067 Ludwigshafen-Gartenstadt
Schloss Dhaun ist eine Schlossruine im Hunsrück, auf dem Gebiet der Ortsgemeinde Hochstetten-Dhaun.

## Diedesfelder Weg
67067 Ludwigshafen-Gartenstadt
Diedesfeld war einst ein Winzerdorf und wurde im Jahr 1969 als Ortsteil in die kreisfreie Stadt Neustadt an der Weinstraße eingemeindet.
Der Diedesfelder Weg ist wie die Dackenheimer Straße  und die Deidesheimer Straße eine von zahlreichen Straßen im Westen der Gartenstadt, die nach Weinorten in der Pfalz benannt sind.

## Diemersteinstraße
67065 Ludwigshafen-Mundenheim
Diemerstein ist ein Weiler im Pfälzerwald, der zur Gemeinde Frankenstein (Pfalz) im Landkreis Kaiserslautern gehört.

## Dirmsteiner Weg
67071 Ludwigshafen-Ruchheim
Dirmstein ist ein Ort in der Verbandsgemeinde Leiningerland im Landkreis Bad Dürkheim.

## Don-Carlos-Straße
67071 Ludwigshafen-Oggersheim 
Don Karlos, Infant von Spanien ist ein dramatisches Gedicht in fünf Akten von Friedrich Schiller.

## Donnersbergweg
Ludwigshafen-Mundenheim
Der Donnersberg im Donnersbergkreis ist mit 687 m ü. NN das höchste Bergmassiv der Pfalz.

## Dorisstraße
67065 Ludwigshafen-Mundenheim
Die Dorisstraße ist eine südliche Parallelstraße zur Rheingönheimer Straße. Sie kreuzt die Maximilianstraße und endet an der Maximilianstraße.
Der Freiherr Maximilian Heyl von Herrnsheim und seine Frau Doris führten den landwirtschaftlichen Betrieb des Mundenheimer Hofgutss und genossen eine gewisse Popularität im Ort, die sich auch in der Benennung der Maximilian- und Dorisstraße niederschlug. Der Freiherr stellte der protestantischen Gemeinde einen Saal im Hofgut als Gottesdienstraum zur Verfügung und schenkte ihr 1903 den Bauplatz für die Christuskirche.

## Drachenfelsstraße
67065 Ludwigshafen-Mundenheim
Der Drachenfels ist ein 571 m hoher Berg im Pfälzerwald. Er gehört zur Gemarkung der Kreisstadt Bad Dürkheim. Der Name wird mit dem Drachen aus der Nibelungensage in Verbindung gebracht.

## Dürkheimer Straße
67071 Ludwigshafen-Oggersheim
Bad Dürkheim ist eine Kur- und Kreisstadt am Rand des Pfälzerwaldes.
Die Dürkheimer Straße ist ein Straßenzug im Zentrum des Stadtteils Oggersheim, der von der Prälat-Caire-Straße im Osten in den Ruchheimer Weg im Westen übergeht, der aus der Stadt herausführt.